# اریک تامپسون (دوچرخه‌سوار)
اریک تامپسون (انگلیسی: Eric Thompson; ۹ ژوئیهٔ ۱۹۲۷ – ۱۵ مهٔ ۱۹۹۶) دوچرخه‌سوار اهل بریتانیا بود.
وی در مسابقات کشوری و بین‌المللی در مجموع برندهٔ ۱ مدال طلا شده‌است.